# Инпаньский человек

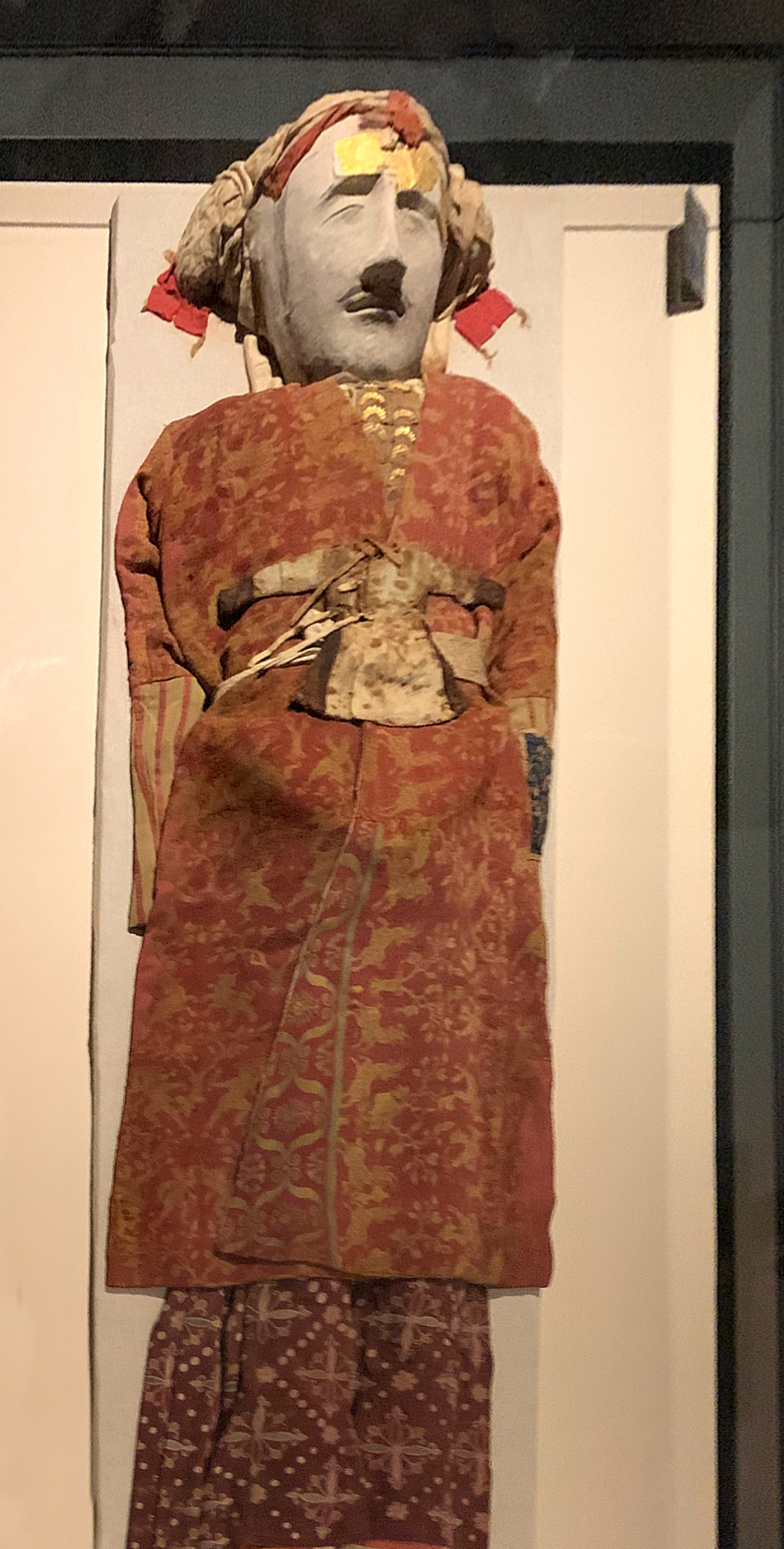
Инпаньский человек, Синьцзянский музей

Инпа́ньский челове́к (кит. 营盘美男) — древняя мумия, обнаруженная на кладбище Инпань, расположенном на северо-востоке Таримской котловины. Мумия была 1,98 м (6 футов 6 дюймов) в высоту и датируется IV-V веками нашей эры. Покойный мог быть согдийцем, и на нём была одежда, украшенная эллинистическими мотивами. Мумия находится в Синьцзянском музее.
Биоархеологи в 2022 году установили, что индивид из богатого погребения умер  в результате продолжительной болезни примерно в 245—385 годах нашей эры, то есть во времена китайской династии Цзинь

## Галерея

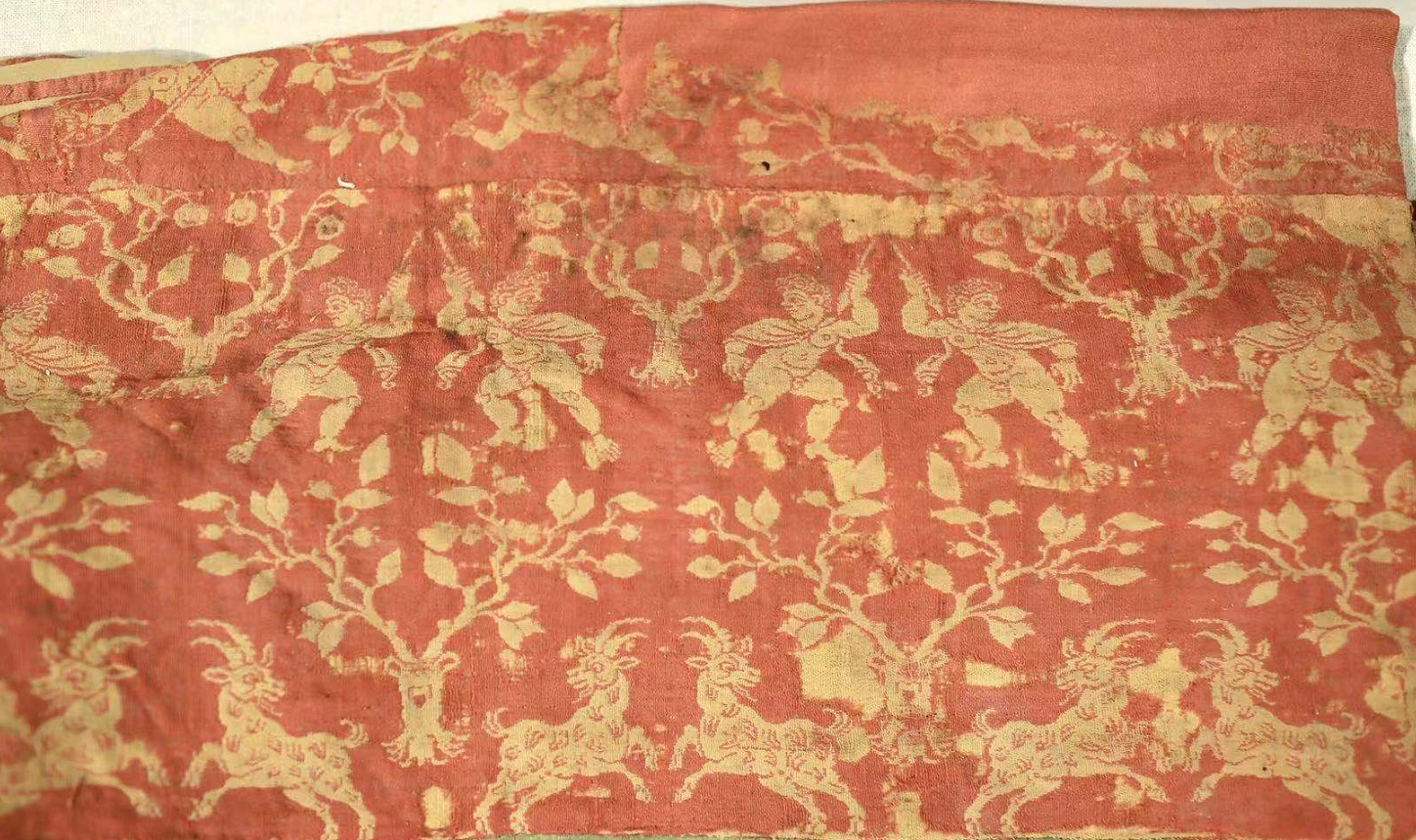
Эллинистические мотивы на одежде Инпаньского человека
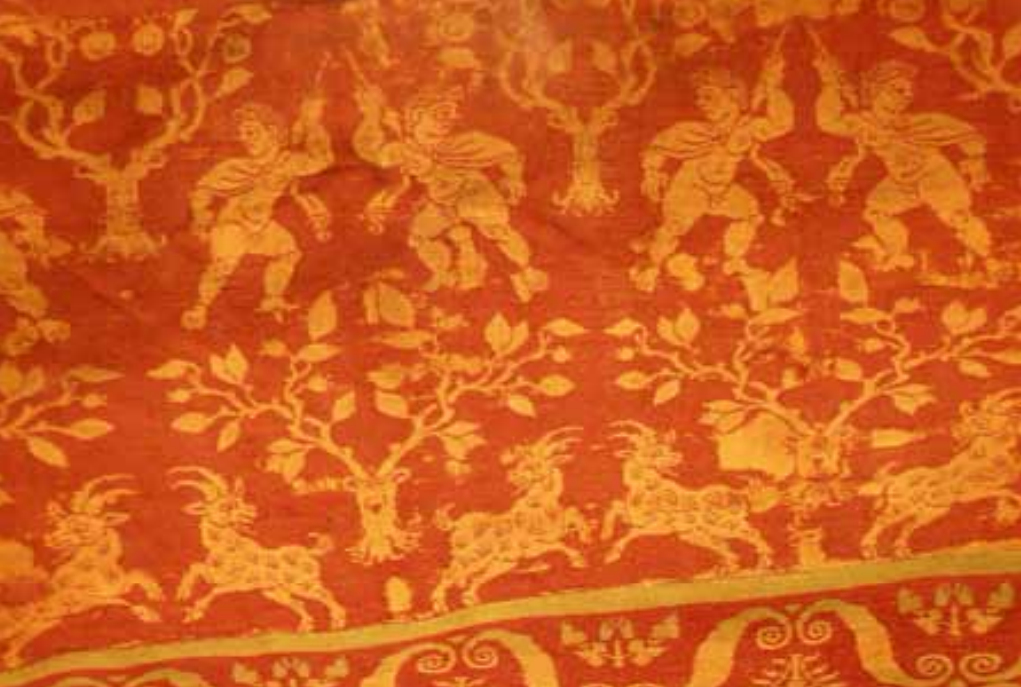
Эллинистические мотивы на одежде Инпаньского человека